# Torfnafjall
Torfnafjall är ett berg i republiken Island. Det ligger i regionen Norðurland vestra, 260 km nordost om huvudstaden Reykjavík. Toppen på Torfnafjall är 519 meter över havet.
Trakten runt Torfnafjall är nära nog obefolkad, med mindre än två invånare per kvadratkilometer. Närmaste större samhälle är Siglufjörður, nära Torfnafjall. Trakten runt Torfnafjall består i huvudsak av gräsmarker.